# مقیاس پاسخگویی اجتماعی
مقیاس پاسخگویی اجتماعی یک معیار کمی ویژگی بیماران اوتیسمی، برای سنین ۴ تا ۱۸ سال است. ارتباط آن با مشکلات رفتاری و علائم اختلال طیف اوتیسم تحت مطالعه است.
این تست از ۱۸ سؤال نظرسنجی تشکیل شده‌است که توسط اولیای کودک جواب داده می‌شود.
مقیاس پاسخگویی اجتماعی را کنستانتینو(۲۰۰۲) و راتر، بیلی و لرد، (۲۰۰۳) به منظور اندازه گیری نظام مند مشکلات مهارت‌های اجتماعی کودکان و نوجوانان طراحی کردند.
در این پرسشنامه سنجش های درجه بندی برای والدین و معلمان وجود دارد و ابزاری است که به یاری آن می توان مهارت های تعامل اجتماعی کودکان، آگاهی اجتماعی، توانایی ارتباط متقابل اجتماعی، میزان گریز از موقعیت های اجتماعی و نگرانی های ذهنی موجود را آشکار کرد.
مقیاس پاسخگویی اجتماعی ابزاری کم و بیش نوین است و می‌تواند به ارزیابی فراگیر اختلالات دوران کودکی مخصوصا در زمینه اوتیسم و نشانگان آسپرگر یاری کند. درجه و شدت اختلال به وسیله آیتم های گوناگون اندازه گیری می‌شود. افزون بر نمره کل، پنج مقیاس در این پرسشنامه گنجانده شده اند: جنبه های دریافتی، شناختی، بیانی و انگیزشی رفتار اجتماعی و میزان نگرانی ذهنی کودک با موضوعات و یا مواردی که در کارکردهای اجتماعی او مداخله می کنند.
درجه بندی ها نه تنها بر پایه خانه و مدرسه بلکه از جنبه جنسیت نیز از هم مجزا شده اند.